# Lepidiota crenaticollis
Lepidiota crenaticollis är en skalbaggsart som beskrevs av Brenske 1892. Lepidiota crenaticollis ingår i släktet Lepidiota och familjen Melolonthidae. Inga underarter finns listade i Catalogue of Life.